# Fridhem, Karlshamn
Fridhem är ett stadsdelsområde i Karlshamn, som ligger jämte sjukhuset. Här finns ett studentboende för BTH-studenter.
Här ligger Karlshamns första konstgräsplan kulan och ett livs med en pizzeria.